# I conna non passunu
I conna non passunu è il 29° album discografico di Brigantony, pubblicato nel 1996.

## Tracce
1. 'A Stuppaghiara – 3:22
2. La vera storia di Pedro e Maria – 2:44
3. Volo A.Z. 17 e 90 – 9:39
4. Cu c'e' c'e' rock – 6:37
5. A pasta ca sassa – 2:57
6. Ma fazzu a plaja – 5:55
7. Scenetta a sorpresa – 6:08
8. Sicilia in discoteca – 8:17